# Induzierte Darstellung
|  | Dieser Artikel wurde auf der Qualitätssicherungsseite des Portals Mathematik eingetragen. Dies geschieht, um die Qualität der Artikel aus dem Themengebiet Mathematik auf ein akzeptables Niveau zu bringen. Bitte hilf mit, die Mängel dieses Artikels zu beseitigen, und beteilige dich bitte an der Diskussion! (Artikel eintragen) |

Im mathematischen Gebiet der Darstellungstheorie von Gruppen kann man mittels der induzierten Darstellung aus einer Darstellung einer Untergruppe eine Darstellung der sie enthaltenden Gruppe konstruieren.

## Problemstellung
Mit Hilfe der Einschränkung (engl.: restriction) kann man aus einer Darstellung {\displaystyle \phi } einer Gruppe eine Darstellung {\displaystyle {\text{Res}}(\phi )} einer Untergruppe erhalten.

Die Frage, die sich nun stellt, ist die nach dem umgekehrten Prozess. Kann man aus einer gegebenen Darstellung {\displaystyle \psi } einer Untergruppe eine Darstellung der ganzen Gruppe erhalten?

Man stellt fest, dass die im Folgenden definierte induzierte Darstellung {\displaystyle {\text{Ind}}(\psi )} genau das Gesuchte liefert. Allerdings ist diese Konstruktion nicht invers, sondern adjungiert zur Einschränkung.

## Definition
Sei {\displaystyle \rho \colon G\to {\text{GL}}(V_{\rho })} eine lineare Darstellung von {\displaystyle G.} Sei {\displaystyle H} eine Untergruppe und {\displaystyle \rho |_{H}} die Einschränkung. Sei {\displaystyle W} eine Teildarstellung von {\displaystyle \rho |_{H}.} Schreibe {\displaystyle \theta \colon H\to {\text{GL}}(W)} für diese Darstellung. Sei {\displaystyle s\in G,} der Vektorraum {\displaystyle \rho (s)(W)} hängt nur von der Linksnebenklasse {\displaystyle sH} von {\displaystyle s} ab. Sei {\displaystyle R} ein Vertretersystem von {\displaystyle G/H,} dann ist {\displaystyle \textstyle \sum _{r\in R}\rho (r)(W)} eine Teildarstellung von {\displaystyle V_{\rho }.}
Eine Darstellung {\displaystyle \rho } von {\displaystyle G} in {\displaystyle V_{\rho }} heißt induziert durch die Darstellung {\displaystyle \theta } von {\displaystyle H} in {\displaystyle W,} falls {\displaystyle \textstyle V_{\rho }=\bigoplus _{r\in R}W_{r}.} Dabei ist {\displaystyle R} ein Vertretersystem von {\displaystyle G/H} wie oben und {\displaystyle W_{r}=\rho (s)(W)} für jedes {\displaystyle s\in rH.}
Anders formuliert:

Die Darstellung {\displaystyle (\rho ,V_{\rho })} ist induziert von {\displaystyle (\theta ,W),} falls jedes {\displaystyle v\in V_{\rho }} eindeutig als {\displaystyle \textstyle \sum _{r\in R}w_{r}} geschrieben werden kann, wobei {\displaystyle w_{r}\in W_{r}} für jedes {\displaystyle r\in R.}
Wir schreiben {\displaystyle {\text{Ind}}_{H}^{G}(\theta )} oder kurz, falls keine Verwechslungsgefahr besteht, {\displaystyle {\text{Ind}}(\theta )} für die von der Darstellung {\displaystyle \theta } von {\displaystyle H} induzierte Darstellung von {\displaystyle G.} Man verwendet auch oft die Darstellungsräume anstatt der Darstellungsabbildung und schreibt {\displaystyle V={\text{Ind}}_{H}^{G}(W)} bzw. kurz {\displaystyle {\text{Ind}}(W),} falls die Darstellung {\displaystyle V} von {\displaystyle W} induziert ist.
Alternative Beschreibung der induzierten Darstellung
Über die Gruppenalgebra erhalten wir eine alternative Beschreibung der induzierten Darstellung:

Sei {\displaystyle G} eine Gruppe, {\displaystyle V} ein {\displaystyle \mathbb {C} [G]}-Modul und {\displaystyle W} ein {\displaystyle \mathbb {C} [H]}-Untermodul von {\displaystyle V} zur Untergruppe {\displaystyle H} von {\displaystyle G.}
Dann heißt {\displaystyle V} von {\displaystyle W} induziert, falls {\displaystyle V=\mathbb {C} [G]\otimes _{\mathbb {C} [H]}W,} wobei {\displaystyle G} auf dem ersten Faktor operiert: {\displaystyle s\cdot (e_{t}\otimes w)=e_{st}\otimes w} für alle {\displaystyle s,t\in G,w\in W.}

## Eigenschaften
Die in diesem Abschnitt vorgestellten Ergebnisse werden ohne Beweis präsentiert. Diese können in nachgelesen werden.
Eindeutigkeit und Existenz der induzierten Darstellung
Sei {\displaystyle (\theta ,W_{\theta })} eine lineare Darstellung einer Untergruppe {\displaystyle H} von {\displaystyle G.} Dann existiert eine lineare Darstellung {\displaystyle (\rho ,V_{\rho })} von {\displaystyle G,} die von {\displaystyle (\theta ,W_{\theta })} induziert wird und diese ist bis auf Isomorphie eindeutig.
Transitivität der Induktion
Sei {\displaystyle W} eine Darstellung von {\displaystyle H.}

Für eine aufsteigende Kette von Gruppen {\displaystyle H\leq G\leq K} gilt
{\displaystyle {\text{Ind}}_{G}^{K}({\text{Ind}}_{H}^{G}(W))\cong {\text{Ind}}_{H}^{K}(W).}
Lemma: Sei {\displaystyle (\rho ,V_{\rho })} von {\displaystyle (\theta ,W_{\theta })} induziert und sei {\displaystyle \rho '\colon G\to {\text{GL}}(V')} eine lineare Darstellung von {\displaystyle G} und sei {\displaystyle F\colon W_{\theta }\to V'} eine lineare Abbildung mit der Eigenschaft, dass {\displaystyle F\circ \theta (t)=\rho '(t)\circ F} für alle {\displaystyle t\in G.} Dann existiert eine eindeutig bestimmte lineare Abbildung {\displaystyle F'\colon V_{\rho }\to V',} die {\displaystyle F} fortsetzt und für die {\displaystyle F'\circ \rho (s)=\rho '(s)\circ F'} für alle {\displaystyle s\in G} gilt.

D. h., wenn man {\displaystyle V'} als {\displaystyle \mathbb {C} [G]}-Modul auffasst, gilt: {\displaystyle {\text{Hom}}^{H}(W_{\theta },V')\cong {\text{Hom}}^{G}(V_{\rho },V')}, wobei {\displaystyle {\text{Hom}}^{G}(V_{\rho },V')} den Vektorraum aller {\displaystyle \mathbb {C} [G]}-Homomorphismen von {\displaystyle V_{\rho }} nach {\displaystyle V'} bezeichnet. Gleiches gilt für {\displaystyle {\text{Hom}}^{H}(W_{\theta },V').}
Induktion auf Klassenfunktionen
Wie bei Darstellungen können wir auch, über sog. Induktion, aus Klassenfunktionen auf einer Untergruppe eine Klassenfunktion auf der großen Gruppe erhalten.

Sei {\displaystyle \varphi } eine Klassenfunktion auf {\displaystyle H.} Definiere die Funktion {\displaystyle \varphi '} auf {\displaystyle G} durch
{\displaystyle \varphi '(s)={\frac {1}{|H|}}\sum _{t\in G \atop t^{-1}st\in H}^{}\varphi (t^{-1}st).}
Wir sagen, {\displaystyle \varphi '} ist von {\displaystyle \varphi } induziert und schreiben {\displaystyle {\text{Ind}}_{H}^{G}(\varphi )=\varphi '} oder {\displaystyle {\text{Ind}}(\varphi )=\varphi '.}
Proposition: Die Funktion {\displaystyle {\text{Ind}}(\varphi )} ist eine Klassenfunktion auf {\displaystyle G.}
Falls {\displaystyle \varphi } der Charakter einer Darstellung {\displaystyle W} von {\displaystyle H} ist, dann ist {\displaystyle {\text{Ind}}(\varphi )} der Charakter der induzierten Darstellung {\displaystyle {\text{Ind}}(W)} von {\displaystyle G.}
Lemma: Falls {\displaystyle \psi } eine Klassenfunktion auf {\displaystyle H} ist und {\displaystyle \varphi } eine Klassenfunktion auf {\displaystyle G,} gilt:
{\displaystyle {\text{Ind}}(\psi \cdot {\text{Res}}\varphi )=({\text{Ind}}\psi )\cdot \varphi .}
Satz: Sei {\displaystyle (\rho ,V_{\rho })} die durch die Darstellung {\displaystyle (\theta ,W_{\theta })} der Untergruppe {\displaystyle H} induzierte Darstellung von {\displaystyle G} und seien {\displaystyle \chi _{\rho },\chi _{\theta }} die korrespondierenden Charaktere. Sei {\displaystyle R} ein Vertretersystem von {\displaystyle G/H.} Für jedes {\displaystyle t\in G} gilt:
{\displaystyle \chi _{\rho }(t)=\sum _{r\in R, \atop r^{-1}tr\in H}^{}\chi _{\theta }(r^{-1}tr)={\frac {1}{|H|}}\sum _{s\in G, \atop s^{-1}ts\in H}^{}\chi _{\theta }(s^{-1}ts).}

### Frobeniusreziprozität
Die Frobeniusreziprozität sagt einerseits, dass die Abbildungen {\displaystyle {\text{Res}}} und {\displaystyle {\text{Ind}}} adjungiert zueinander sind. Betrachten wir andererseits mit {\displaystyle W} eine irreduzible Darstellung von {\displaystyle H} und sei {\displaystyle V} eine irreduzible Darstellung von {\displaystyle G,} dann erhalten wir mit der Frobeniusreziprozität außerdem, dass {\displaystyle W} so oft in {\displaystyle {\text{Res}}(V)} enthalten ist wie {\displaystyle {\text{Ind}}(W)} in {\displaystyle V.}
Sei {\displaystyle \psi \in \mathbb {C} _{\text{class}}(H)} und sei {\displaystyle \varphi \in \mathbb {C} _{\text{class}}(G)}, dann gilt
{\displaystyle \langle \psi ,{\text{Res}}\varphi \rangle _{H}=\langle {\text{Ind}}\psi ,\varphi \rangle _{G}}
Die Aussage gilt ebenso für das Skalarprodukt.

### Kriterium von Mackey
Die induzierte Darstellung {\displaystyle V={\text{Ind}}_{H}^{G}(W)} ist genau dann irreduzibel, wenn die folgenden Bedingungen erfüllt sind:
- {\displaystyle W} ist irreduzibel.
- Für jedes {\displaystyle s\in G\setminus H} sind die zwei Darstellungen {\displaystyle \rho ^{s}} und {\displaystyle {\text{Res}}_{s}(\rho )} von {\displaystyle H_{s}} disjunkt.

### Anwendungen auf spezielle Gruppen
In diesem Abschnitt werden einige Anwendungen der bisher vorgestellten Theorie auf normale Untergruppen und auf eine besondere Gruppe, das semidirekte Produkt einer Untergruppe mit einem abelschen Normalteiler, vorgestellt.
Proposition: Sei {\displaystyle A} eine normale Untergruppe der Gruppe {\displaystyle G} und sei {\displaystyle \rho \colon G\to {\text{GL}}(V)} eine irreduzible Darstellung von {\displaystyle G.} Dann gilt:
- Entweder gibt es eine echte Untergruppe {\displaystyle H} von {\displaystyle G,} die {\displaystyle A} enthält und eine irreduzible Darstellung {\displaystyle \eta } von {\displaystyle H,} die {\displaystyle \rho } induziert
- oder die Einschränkung von {\displaystyle \rho } auf {\displaystyle A} ist isotypisch.

Falls {\displaystyle A} abelsch ist, ist der zweite Punkt der obigen Proposition äquivalent dazu, dass {\displaystyle \rho (a)} eine Homothetie ist für jedes {\displaystyle a\in A.}
Wir erhalten außerdem das folgende
Korollar: Sei {\displaystyle A} eine abelsche, normale Untergruppe von {\displaystyle G} und {\displaystyle \tau } eine beliebige irreduzible Darstellung von {\displaystyle G.} Sei {\displaystyle (G:A)} der Index von {\displaystyle A} in {\displaystyle G.}

Dann gilt: {\displaystyle {\text{deg}}(\tau )|(G:A).}

Ist {\displaystyle A} eine abelsche Untergruppe von {\displaystyle G} (nicht unbedingt normal), so gilt im Allgemeinen nicht mehr {\displaystyle {\text{deg}}(\tau )|(G:A),} jedoch gilt weiterhin {\displaystyle {\text{deg}}(\tau )\leq (G:A).}
Im Folgenden zeigen wir, wie alle irreduziblen Darstellungen einer Gruppe {\displaystyle G,} die semidirekte Produkte eines abelschen Normalteilers {\displaystyle A\vartriangleleft G} und einer Untergruppe {\displaystyle H\leq G} sind, klassifiziert werden.
Seien im Folgenden {\displaystyle A} und {\displaystyle H} Untergruppen der Gruppe {\displaystyle G,} wobei {\displaystyle A} normal ist. Im Folgenden nehmen wir an, dass {\displaystyle A} abelsch ist, und {\displaystyle G} das semidirekte Produkt von {\displaystyle H} und {\displaystyle A,} also {\displaystyle G=A\rtimes H}.

Nun klassifizieren wir die irreduziblen Darstellungen einer solchen Gruppe {\displaystyle G,} indem wir zeigen, dass die irreduziblen Darstellungen von {\displaystyle G} aus bestimmten Untergruppen von {\displaystyle H} konstruiert werden können. Dies ist die Methode der „kleinen Gruppen“ von Wigner und Mackey.
Da {\displaystyle A} abelsch ist, haben die irreduziblen Darstellungen von {\displaystyle A} Grad {\displaystyle 1} und die zugehörigen Charaktere bilden eine Gruppe {\displaystyle \mathrm {X} ={\text{Hom}}(A,\mathbb {C} ^{\times })}. Die Gruppe {\displaystyle G} operiert auf {\displaystyle \mathrm {X} } durch {\displaystyle (s\chi )(a)=\chi (s^{-1}as)} für {\displaystyle s\in G,\chi \in \mathrm {X} ,a\in A.}

Sei {\displaystyle (\chi _{j})_{j\in \mathrm {X} /H}} ein Vertretersystem der Bahn von {\displaystyle H} in {\displaystyle \mathrm {X} .} Für jedes {\displaystyle j\in \mathrm {X} /H} sei {\displaystyle H_{j}=\{t\in H\mid t\chi _{j}=\chi _{j}\}.} Dies ist eine Untergruppe von {\displaystyle H.} Sei {\displaystyle G_{j}=A\cdot H_{j}} die korrespondierende Untergruppe von {\displaystyle G.} Dann dehnen wir die Funktion {\displaystyle \chi _{j}} auf {\displaystyle G_{j}} aus, in dem wir {\displaystyle \chi _{j}(at)=\chi _{j}(a)} für {\displaystyle a\in A,t\in H_{j}} setzen.

Damit ist {\displaystyle \chi _{j}} eine Klassenfunktion auf {\displaystyle G_{j}.}
Da {\displaystyle t\chi _{j}=\chi _{j}} für alle {\displaystyle t\in H_{j},} kann man zeigen, dass {\displaystyle \chi _{j}} außerdem ein Gruppenhomomorphismus von {\displaystyle G_{j}} nach {\displaystyle \mathbb {C} ^{\times }} ist. Es handelt sich also um eine Darstellung von {\displaystyle G_{j}} vom Grad {\displaystyle 1}, die ihrem eigenen Charakter entspricht.

Sei nun {\displaystyle \rho } eine irreduzible Darstellung von {\displaystyle H_{j}.} Dann erhält man eine irreduzible Darstellung {\displaystyle {\tilde {\rho }}} von {\displaystyle G_{j},} in dem man {\displaystyle \rho } mit der kanonischen Projektion {\displaystyle G_{j}\to H_{j}} verknüpft. Schließlich bilden wir das Tensorprodukt von {\displaystyle \chi _{j}} und {\displaystyle {\tilde {\rho }}} und erhalten eine irreduzible Darstellung {\displaystyle \chi _{j}\otimes {\tilde {\rho }}} von {\displaystyle G_{j}.}

Um nun die Klassifizierung zu zeigen, betrachten wir die Darstellung {\displaystyle \theta _{j,\rho }} von {\displaystyle G,} die von {\displaystyle \chi _{j}\otimes {\tilde {\rho }}} induziert ist.

Damit erhalten wir folgendes Ergebnis:
Proposition:
- {\displaystyle \theta _{j,\rho }} ist irreduzibel.
- Falls {\displaystyle \theta _{j,\rho }} und {\displaystyle \theta _{j',\rho '}} isomorph sind, dann ist {\displaystyle j=j'} und {\displaystyle \rho } ist isomorph zu {\displaystyle \rho '.}
- Jede irreduzible Darstellung von {\displaystyle G} ist isomorph zu einer der {\displaystyle \theta _{j,\rho }.}

Für den Beweis der Proposition wird unter anderem das Kriterium von Mackey und eine Folgerung aus der Frobeniusreziprozität benötigt. Mehr Details finden sich in .

D. h., wir haben alle irreduziblen Darstellungen der Gruppe {\displaystyle G=A\rtimes H} klassifiziert.

## Satz von Artin
Satz: Sei {\displaystyle X} eine Familie von Untergruppen einer endlichen Gruppe {\displaystyle G.} Sei {\displaystyle {\text{Ind}}\colon \bigoplus _{H\in X}{\mathcal {R}}(H)\to {\mathcal {R}}(G)} der Homomorphismus, definiert durch die Familie der {\displaystyle {\text{Ind}}_{H}^{G},\,\,H\in X.} Dann sind die folgenden Eigenschaften äquivalent:
- Der Kokern von {\displaystyle {\text{Ind}}:\bigoplus _{H\in X}{\mathcal {R}}(H)\to {\mathcal {R}}(G)} ist endlich.
- {\displaystyle G} ist die Vereinigung der Konjugate der zu {\displaystyle X} gehörenden Untergruppen, also {\displaystyle G=\bigcup _{H\in X \atop s\in G}sHs^{-1}.}

Da {\displaystyle {\mathcal {R}}(G)} als Gruppe endlich erzeugt ist, kann man den ersten Punkt wie folgt umformulieren:
- Für jeden Charakter {\displaystyle \chi } von {\displaystyle G} existieren virtuelle Charaktere {\displaystyle \chi _{H}\in {\mathcal {R}}(H),\,H\in X} und eine ganze Zahl {\displaystyle d\geq 1,} sodass {\displaystyle d\cdot \chi =\sum _{H\in X}{\text{Ind}}_{H}^{G}(\chi _{H}).}

Der Satz gilt analog für die Ringe {\displaystyle R(H)} und {\displaystyle R(G),} da {\displaystyle R(G)\cong {\mathcal {R}}(G).}
Dieser Satzes wird in bewiesen.
Korollar: Jeder Charakter von {\displaystyle G} ist eine rationale Linearkombination von Charakteren, die von Charakteren zyklischer Untergruppen von {\displaystyle G} induziert werden.
Dies folgt sofort aus dem Satz von Artin, da {\displaystyle G} die Vereinigung aller Konjugate seiner zyklischen Untergruppen ist.

## Induzierte Darstellungen für kompakte Gruppen
Falls {\displaystyle H} eine abgeschlossene Untergruppe von endlichem Index in der kompakten Gruppe {\displaystyle G} ist, kann die Definition der induzierten Darstellung wie bei endlichen Gruppen übernommen werden.

Die induzierte Darstellung kann jedoch auch allgemeiner definiert werden, sodass die Definition auch gültig ist, falls der Index von {\displaystyle H} in {\displaystyle G} nicht endlich ist.

Sei dazu {\displaystyle (\eta ,V_{\eta })} eine unitäre Darstellung der abgeschlossenen Untergruppe {\displaystyle H.} Die stetig induzierte Darstellung {\displaystyle {\text{Ind}}_{H}^{G}(\eta )=(I,V_{I})} wird wie folgt definiert:

Mit {\displaystyle V_{I}} bezeichnen wir den Hilbertraum aller messbaren, quadratisch integrierbaren Funktionen {\displaystyle \Phi \colon G\to V_{\eta }} mit der Eigenschaft, dass {\displaystyle \Phi (ls)=\eta (l)\Phi (s)} für alle {\displaystyle l\in H,s\in G.} Die Norm ist {\displaystyle ||\Phi ||_{G}={\text{sup}}_{s\in G}||\Phi (s)||} und die Darstellung {\displaystyle I} ist gegeben durch Rechtstranslation: {\displaystyle I(s)\Phi (k)=\Phi (ks).}

Die induzierte Darstellung ist dann wieder eine unitäre Darstellung.

Da {\displaystyle G} kompakt ist, zerfällt die induzierte Darstellung in die direkte Summe irreduzibler Darstellungen von {\displaystyle G.} Dabei gilt, dass alle irreduziblen Darstellungen, die zum gleichen Isotyp gehören, mit der Vielfachheit auftreten, die {\displaystyle {\text{dim}}({\text{Hom}}_{G}(V_{\eta },V_{I}))} entspricht.

Sei {\displaystyle (\rho ,V_{\rho })} eine Darstellung von {\displaystyle G,} dann gibt es einen kanonischen Isomorphismus
{\displaystyle T\colon {\text{Hom}}_{G}(V_{\rho },I_{H}^{G}(\eta ))\to {\text{Hom}}_{H}(V_{\rho }|_{H},V_{\eta })=\langle V_{\eta },V_{I}\rangle _{G}.}
Die Frobeniusreziprozität überträgt sich mit der modifizierten Definition des Skalarproduktes und der Bilinearform auf kompakte Gruppen, wobei der Satz anstatt für Klassenfunktionen, hier für quadratisch integrierbare Funktionen auf {\displaystyle G} gilt und die Untergruppe {\displaystyle H} abgeschlossen sein muss.